# Црвени Змај (роман)
Црвени Змај (енгл. Red Dragon) је роман америчкога писца Томаса Хариса који је први пут објављен 1981. године. Радња прати бившега профајлера Федералнога истражног биора (ФБИ), Вила Грејама који се враћа из пензије у потрази за загонетним серијским убицом који је прозван као „Вила Зубић”. У роману се први пут појављује и др Ханибал Лектер, бриљантни психијатар и канибалистички серијски убица од кога Грејам тражи савете током новога случаја, иако њих двојица имају мрачну прошлост. Наслов романа се односи на слику Виљема Блејка The Great Red Dragon and the Woman Clothed in Sun (Велики црвени змај и жена одевена сунцем).
Роман је адаптиран као филм Ловац на људе, 1986. године, у којем је Брајан Кокс глумио Лектера (у филму пише „Лектор” [Lecktor]). Режирао га је Мајкл Ман, а филм је добио различите коментаре и лоше је прошао на благајнама. Без обзира на то, филм је постао култно остварење.
Након што је Харис написао наставак романа који се зове Кад јагањци утихну (1988), а који је доцније адаптиран као светски блокбастер, Црвени Змај је поново дошао у средиште пажње као почетак др Лектера. Други наставак (трећа књига у регуларној серији) појавио се под насловом Ханибал и објављен је 1999. г., а адаптиран је две године касније. У оба та филма Лектера је тумачио чувени Ентони Хопкинс који је за Јагањце добио Оскара за најбољу главну мушку улогу, иако се појављује само приближно 20 минута. „Кад јагањци утихну први је филм жанра хорор трилера који је освојио Оскаре у најзначајнијим категоријама: најбољи филм, режија, сценарио, главна мушка и главна женска улога.” Због свега тога, Црвени Змај је дошао на ред и адаптиран је тек 2002. године, иако је прва књига која је изашла. Режирао га је Брет Ратнер. Елементи ове књиге су били инспирација и за неке делове такође култне телевизијске серије НБЦ-а Ханибал, с највећим импулсом у другој половини треће последње сезоне (8-12 епизоде).

## Радња
Године 1975, Вил Грејам, бриљантни профајлер ФБИ-а, ухватио је серијскога убицу Ханибала Лектера. Међутим, Грејам је претрпео тешке повреде због сусрета с Лектером због којих се повукао у пензију. Четири године доцније, серијски убица ком је дат надимак „Вила Зубић” вреба и убија наизглед случајне породице током ноћи пунога месеца. Прво убија породицу Џекоби у Бермингхаму, у Алабами. Друга породица је Лидс из Атланте, у Џорџији. Два дана после масакрирања породице Лидс, агент Џек Крофорд, Грејамов ментор, одлази у место Маратон, на Флориди у којем сад живи Грејам на обали мора. Крофорд моли Грејама за помоћ, а овај невољно пристаје. Пошто је прошло неко време од злочина, Грејамов ритуал је нарушен јер су неки докази спаковани, тела су померана итд. Грејам ипак схвата да мора да посети Лектера како би му овај помогао.
„Вила Зубић” је откривена (само читаоцима књиге) као шеф једног постројења за обраду филма у Сент Луису, а име му је Френсис Долархајд. Он је поремећен и опседнут је сликом Вилијама Блејка „Велики Црвени Змај и жена одевена у сунце” (коју књига индетификује као „Велики Црвени Змај и жена одевена са сунцем”). Долархајд није у стању да контролише своје импулсивне, насилне сексуалне нагоне и верује да му убијање људи — или „мењајући” их, како он воли да истакне „Промена”  — омогућава преображај у алтернативну личност коју он назива „Велики Црвени Змај”, који је доминантан лик на Блејковој слици. Флешбекови откривају да је његова социопатија рођена из систематскога злостављања које је претрпео од своје садистичке породице, првенствено своје баке.
Док Грејам истражује случај Црвенога Змаја, прогања га Фреди Лаундс, намазани сензационалистички новинар-репортер. У међувремену, шеф затвора у којем се Лектер налази — Фредерик Чилтон — открива тајну преписку између Долархајта и Лектера. Др Ханибал Лектер путем огласа у новинама Нешенал татлер — за које пише споменути Лаундс — преноси шифровану поруку у којој се налази тачна адреса Грејамове породице и заповедањем да се она побије. Брзом реакцијом агента Крофорда и надлежне полиције, Грејамова супруга Моли и његов пасторак су евакуисани. Грејам доцније покушава да пресретне комуникацију између Долархајда и Лектера, али ће се испоставити да је то Лаундсова подвала.
Лаундс постаје свестан преписке и покушава да превари Грејама те — у анонимном позиву — октрива детаље истраге како би полиција поверовала да је он доиста „Црвени Змај”. Када полиција пресретне позив и стигне до телефонске говорнице с које је позван Грејам, схвата да је са друге стране слушалице новинар Лаундс. Тада Лаундс нуди компензацију инспекторима и Грејам пристаје да да монтирани интервју у којем намерно погрешно описује убицу као импотентног хомосексуалца у нади да ће се Црвени Змај упецати. То ће разбеснети Долархајда који киднапује Лаундса, приморава га да повуче речи, одгризе му усне те га живога спали, остављајући његово осакаћно тело испред канцеларије његових новина. Лаундс бива пребачен у болницу, али убрзо након тога умире од опекотина.
Отприлике у исто време, Долархајд се заљубљује у слепу колегиницу Рибу Маклејн, што се коси с његовим убиственим поривима. На почетку везе са Маклејн, Долархајд се опире Змајевом „поседовању” над њим; одлази Бруклински музеј, пребија службеницу музеја и, док је она у несвести, прождире оригинални Блејков акварел Црвеног змаја. Потом успева да мирно изађе из музеја, камуфлира се у спортисту и успешно бежи с лица места.
Грејам на крају схвата да је убица знао распоред кућа својих жртава јер је развијао њихове филмове у радњи у којој је зпослен. Долархајдов посао омогућава му приступ свим кућним филмовима који пролазе кроз фирму. Када угледа Грејама који испитује шефа фирме, Долархајд схвата да су га тражили и одлази да последњи пут види Рибу Маклејн. Он њу затиче како испраћа из куће свога бившег дечка Ралфа Мендија. Долархајд не зна да је Маклејн на тој вечери раскинула с Мендијем (управо како би била са Долархајдом) и да није извршила прељубу. На опроштају, испред кућнога прага Маклејн дозвољва Мендију да је пољуби у образ. Међутим, Долархајд љубоморно бесан убија Мендија и отима Рибу Маклејн. Када ју је довео код њега кући, Долархајд полива бензином и пали кућу док су они још унутра. Риба Маклејн је покушавала да га смири речима: „Никад те не бих повредила, Д. Никад не бих пожелала тако нешто. Хајде да будемо пријатељи, да се јебемо, лепо проводимо и заборавимо на ово.” Говори да намерава да упуца и њу и себе, али да нема срца да испали хице у њу. Међутим, када каже то, он запуца, чује се падање леша на под, али Маклејн схвата да није пуцао у њу и да је жива. Маклејн успева да побегне пре него што кућа експлодира. Грејам је касније теши говорећи да је у безбедним рукама и да не мора да брине за своју безбедност јер није ништа лоше урадила и да су њојзина доброта и наклоност према убици Долархајду вероватно спасили многе животе.
Верујући да је Долархајд мртав, Грејамова породица се поново окупља у својој кући на Флориди. Међутим, Долархајд се изненадно појављује у њиховој кући и након што исече Грејама по лицу који ћему остати заувек, Моли успева да убије нападача хицима из пиштоља. Док се Грејам опоравља, Крофорд му објашњава шта се догодило. Мртвац у Долархајдовој кући је био запослен на бензинској пумпи и с њим је неколико дана раније Долархајд ушао у вербално-физички сукоб. Долархајд је њега доцније убио, а његово тело је додатно осакатио ватреним оружјем како би слепој Риби исценирао своју смрт. Он ју је искористио кад сведока исцениране смрти. Она је нехотице лажно сведочила. На крају, Крофорд пресреће писмо које је Лектер послао Грејаму које уништава пре него што дође до рањеног профајлера.
Током опоравка, Грејам нам приповеда детаљ из прошлости када је посетио Шајло, месташце које је било поприште велике битке у Америчкоме грађанском рату. Он је у том месту убио Гарета Џејкоба Хобса, серијскога убицу, којега је истраживао непосредно пре случаја Лектер. Грејам закључује да је његова теза да је природа та која утиче на (лоше) догађаје, као што је мислио приликом посете Шајлоу, већ да су људи сами криви и да су они једини ловци (на људе). Да људски дух тера људе да лове и убијају једни друге. Роман се завршава цитатом из Светога писма: „И управих срце своје да познам мудрост и да познам безумље и лудост; па дознах да је и то мука духу” (Проп 1, 17).

## Ликови
- Вил Грејам
- Ханибал ЛектерЕнтони Хопкинс је тумачио докотра Ханибала Лектера у филму Црвени Змај.
- Франсис Долархајд
- Џек Крофорд
- Фреди Лаундс
- Риба Маклејн
- Ралф Менди
- Моли Грејам
- Вили Грејам

## Порекло
Црвени Змај је други роман Томаса Хариса, после романа Black Sunday. У оквиру свог истраживања за овај роман, Харис је у другој половини 1970-их година похађао часове и разговарао с агентима Еф-Би-Аја (бухевиорална јединица) у Квантику, у Вирџинији. Сазнао је много о серијским убицама, о њиховом профилисању и у улози Еф-Би-Аја у истрагама тих убица. Након што му се отац смртно разболео, Харис је остао осамнаест месеци у изолованој старој кући на селу у којој је радио на књизи. Сеоска околина му је помогла да визуализује лик Ханибала Лектера и кућу убиства Лидсових која је приказана у причи. Књигу је посветио своме оцу.

## Пријем код публике
Томас Флеминг из Њујорк тајмса је уопштено дао повољну критику. Упоредио је развој приче с постепеним убрзањем брзог аутомобила, али је објашњење за Долархајдово понашање и трауму из младости било превише механичко. Џејмс Елрој је описао Црвенога Змаја као најбољи трилер који је икада прочитао. Исто тако, он је истакао да га је овај роман инспирисао за свој властити Killer on the Road.
Дејв Прингл је у недељнику Имејџн оценио да је Црвени Змај одличан трилер о човеку који убија читаве породице уз помоћ лажних зуба своје баке. Додао је, ма колико год чудно звучало, да се не шали.

## Адаптације
- Први филм је објављен 1986. г. под насловом Ловац на људе, написао га је Мајкл Ман. Био је фокусиран на посебног агента Еф-Би-Аја Вила Грејама кога је глумио Вилијам Питерсен. Лектера — преименованог у Лектор — је глумио Брајан Кокс.
- Десет година доцније Чикашко позориште је реализовало позоришну верзију романа коју је прилагодио и режирао уметнички директор компаније Кристофер Џонсон.
- Други филм је дословно назван као и роман и појавио се 2002. г. Режирао га је Брет Ратнер, а ценариста је био Тед Тали који је такође писао сценарио за Кад јагањци утихну. Едвард Нортон је глумио Грејама, а Ентони Хопкинс Лектера.
- Елементи романа су значајно утицали на Ен-Би-Сијеву адаптацију у виду телевизијске серије Ханибал која је први пут пуштена у ветар 2013. г. Грејама је глумио Хју Дaнси, а Лектера дански глумац Мадс Микелсен. Иако је смештена у 2010-е, серија започиње пре догађаја из Црвенога Змаја, преиспитујући ране Грејамове и Лектерове сусрете током боравка у Еф-Би-Ају и догађаје који су уследили после Грејамовог убиства Гарета Џејкоба Хобса. Сама радња романа је адаптирана тек у трећој и последњој сезони и то у последњој трећини сезоне. Ричард Армитџ је тумачио Франсиса Долархајда,[6] а Рутина Весли Рибу Маклејн.